# Colombiaanse presidentsverkiezingen 2002
Op 20 mei 2002 werden er in Colombia presidentsverkiezingen gehouden die werden gewonnen door Álvaro Uribe, de kandidaat van de conservatieve Beweging Colombia Eerst (Movimiento Primero Colombia).

## Toelichting
In 2002 liep de ambtstermijn van president Andrés Pastrana af. Pastrana, een lid van de Colombiaanse Conservatieve Partij (Partido Conservador Colombiano), was sinds 1998 president en tijdens zijn ambtstermijn probeerde hij door middel van onderhandelingen met linkse rebellenbewegingen zoals de FARC vrede te bewerkstelligen. De onderhandelingen verliepen echter moeizaam en Pastrana's populariteit nam af.
In de aanloop naar de presidentsverkiezingen nam de populariteit van kandidaat Álvaro Uribe toe. Uribe was tegenstander van onderhandelingen met de linkse rebellengroeperingen en een harde aanpak van de drugskartels en de corruptie. Op 20 mei verkreeg Uribe ruim 53% van de stemmen de winnaar. Hij versloeg daarmee de kandidaat van de Colombiaanse Liberale Partij (Partido Liberal Colombiano) Horacio Serpa Uribe, die bijna 32% van de stemmen kreeg.
Een van de presidentskandidaten, Íngrid Betancourt van de Groene Partij, werd op 23 februari 2002 samen met haar campagneleidster Clara Rojas ontvoerd door rebellen van de FARC. Een week daarvoor had zij juist nog in een gesprek met de guerrilla's gepleit voor een beëindiging van hun ontvoeringspraktijken. Clara Rojas werd in februari 2008 vrijgelaten. Betancourt werd in juli 2008 door het Colombiaanse leger bevrijd. Ze zei toen dat ze nog steeds president wilde worden.

## Uitslag
| Kandidaar                                                                                | partij                                                             | stemmen    | %       |
| ---------------------------------------------------------------------------------------- | ------------------------------------------------------------------ | ---------- | ------- |
| Álvaro Uribe                                                                             | Colombia Eerst (Primero Colombia)                                  | 5.862.655  | 53,048% |
| Horcia Serpa Uribe                                                                       | Colombiaanse Liberale Partij (Partido Liberal Colombiano)          | 3.514.779  | 31.803% |
| Luis Eduardo Garzón                                                                      | Onafhankelijke Democratische Pool (Polo Democrático Independiente) | 680.245    | 6,155%  |
| Noemi Sanin                                                                              | Ja Colombia (Sí Colombia)                                          | 641.884    | 5,808%  |
| Íngrid Betancourt Pulecio                                                                | Groene Energie Partij (Partido Verde Oxígeno)                      | 53,922     | 0,488%  |
| Harold Bedoya Pizzaro                                                                    | Kracht Colombia (Fuerza Colombia)                                  | 50,763     | 0,459&  |
| Andere kandidaten                                                                        |                                                                    | 51.281     |         |
| Totaal (opkomst 46,471%)                                                                 |                                                                    | 10.855.529 |         |
| Blanco stemmen                                                                           |                                                                    | 394.295    |         |
| Bron: Base de Datos Políticos de las Américas en Registraduría Nacional del Estado Civil |                                                                    |            |         |